# رامیرو والنته
رامیرو والنته (انگلیسی: Ramiro؛ زادهٔ ۱۱ فوریهٔ ۱۹۳۳) بازیکن و مربی سابق فوتبال اهل برزیل است. او که یک بازیکن همه کاره بود، بیشتر در پست یک مدافع میانی یا یک هافبک دفاعی بازی می‌کرد، اما می‌توانست در پست یک مدافع کناری یا یک هافبک راست نیز بازی کند.
وی همچنین در تیم ملی فوتبال برزیل بازی کرده‌است.